# Eupsilia unipuncta
Eupsilia unipuncta là một loài bướm đêm trong họ Noctuidae.